# Ponte in Valtellina
Ponte in Valtellina – miejscowość i gmina we Włoszech, w regionie Lombardia, w prowincji Sondrio.
Według danych na rok 2004 gminę zamieszkiwało 2250 osób, 32,6 os./km².